# Kensuke Nagai
Kensuke Nagai, född 5 mars 1989 i Hiroshima prefektur, Japan, är en japansk fotbollsspelare.